# Automobilová převodovka

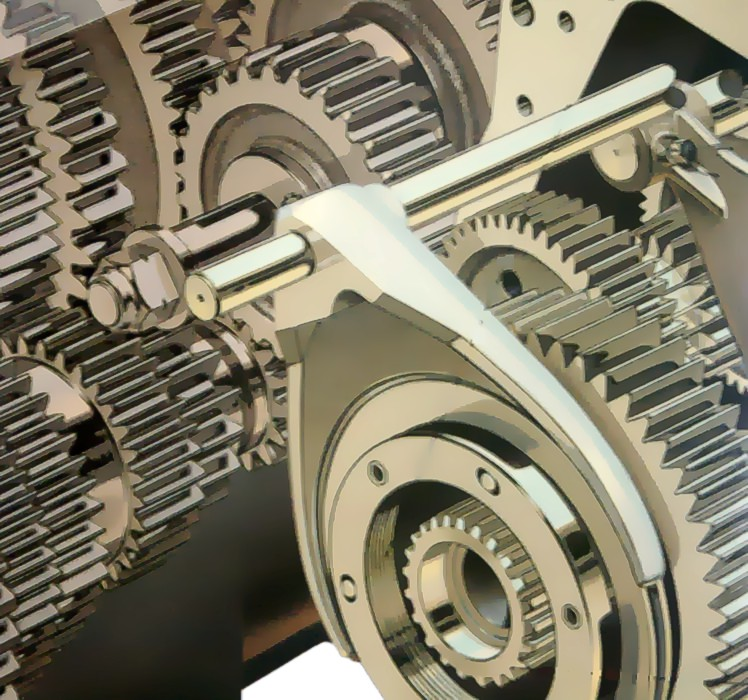
Ilustrace

Vícestupňová synchronizovaná převodovka umožňuje přeřadit na jedno sešlápnutí spojkového pedálu. Podmínkou pro úspěšné řazení u obou druhů převodovek je co nejmenší rozdíl v obvodových rychlostech páru vzájemně zasouvaných kol. Tento rozdíl je minimální za klidu převodovky. Otáčky těchto kol (a tím i obvodovou rychlost) můžeme libovolně měnit jen u hnacího kola. Hnané kolo se otáčí závisle na rychlosti poháněného stroje.

## Princip vícestupňové převodovky
Na obrázku je zjednodušený příklad funkce vícestupňové převodovky. Znázorněná převodovka má možnost řazení tří rychlostních stupňů v jednom směru a možnost zařazení jednoho zpětného chodu. Převody pro řazení tří rychlostních stupňů jsou označeny zeleně, modře a fialově. Animací je znázorněno, jak se dostávají do záběru jednotlivá přenosová kola a tím se mění otáčky (rychlost) a výkon na výstupní hřídeli. Zpětný chod (reverzace) je značen červeně. Vstupní hřídel je značena žlutě, výstupní mění barvu podle zařazeného převodu. Na obrázku jsou doplněny stavy převodu; rychlosti V1, V2, V3; zpětný chod R; neutrál N. Animace pro zjednodušení neřeší potřebnou synchronizaci a mechanizmus přestavění přenosových kol.

## Řazení u vozidel
Při řazení vyšších rychlostních stupňů stačí uvolněním spojkového pedálu – spojkou do záběru – roztočit převodovku v neutrálu na volnoběžné otáčky motoru, při následném sešlápnutí pedálu – po vypnutí spojky – pak neprodleně řadit vyšší rychlostní stupeň. Při řazení z vyššího na nižší stupeň je třeba roztočit řazený pár na vyšší otáčky – v neutrálu je třeba uvolněním pedálu spojky a současným zvýšením otáček motoru zvýšit otáčky hnacího kola nižšího rychlostního stupně. Jeho obvodová rychlost se tak vyrovná s obvodovou rychlostí kola hnaného a lze je vzájemně zasunout do záběru.

### Synchronizovaná převodovka
Synchronizovaná převodovka je vybavena synchronizačním zařízením, které zajišťuje přiblížení vstupních a výstupních otáček převodovky dříve, než dojde k vlastnímu zařazení převodového stupně.

### Nesynchronizovaná převodovka
Pokud je převodovka nesynchronizovaná (což je případ některých starších automobilů), je třeba řadit následujícím způsobem (říká se tomu řazení s dvojím vyšlápnutím spojky).
Řazení na vyšší stupeň: v tomto okamžiku se točí kola pomalu a motor rychle. Je třeba vyšlápnout spojku, vyřadit a pustit spojkový pedál. Tím se zpomalí otáčky motoru a přiblíží se otáčkám kol, resp. převodovky. Tento stav trvá přibližně 1 až 2 sekundy. Pak se znovu sešlápne spojka a zařadí se příslušný stupeň. Pouštěním spojky se začnou pohánět kola a je možno přidávat plyn.
Řazení na nižší stupeň: zde je situace před úkonem opačná. Motor se točí „pomaleji“ než kola. Sešlápneme spojku, vyřadíme, pustíme spojku. Nyní se musí vyrovnat otáčky v převodovce, čehož docílíme přidáním plynu (dle zkušeností na určitou úroveň hluku motoru). Nyní sešlápneme spojku znovu a zkusíme přeřadit. Pokud se to na dva pokusy nepodaří, je třeba pustit spojku a znovu přidat plyn. Když se podaří přeřadit, pustí se spojka s polovičním plynem.
Zajímavost: Pokud byla opotřebovaná spojka, při každém řazení se ozvalo z převodovky škrtnutí zubů o sebe. Pokud byly zuby dobře cementované a kalené, jejich poškození bylo i po delší době provozu nepodstatné. (Toto neplatí pro převodovku synchronizovanou, kde před ozubenými koly jsou ještě měkké bronzové ozubené synchronizační kroužky, které se snadno vylámou. Zde je třeba spojku okamžitě opravit, oprava poškozené převodovky je drahá).